# Schleicher ASW 24
Die ASW 24 ist ein Segelflugzeug des Herstellers Alexander Schleicher GmbH & Co.
Die ASW 24 wurde 1987 von Gerhard Waibel als Nachfolgemuster der ASW 19 entwickelt. Der Segelflug-Index beträgt 107.

## Geschichte
Die Schleicher ASW 24 wurde 1987 von Gerhard Waibel als Nachfolger der Schleicher ASW 19 für die FAI-Standardklasse entwickelt. Die ASW 24B hat ein im Nasenbereich modifiziertes Flügelprofil, eine veränderte Haubenkontur und einen um einige Zentimeter nach hinten verlegten Fahrwerkskasten, wodurch im Cockpit mehr Platz geschaffen wurde. Der Pole Frantisek Kepka gewann die Europameisterschaft 1992 mit einer ASW 24 und die 1. Frauen-Weltmeisterschaft 2001 wurde von der Engländerin Sarah Steinberg mit einer ASW 24 gewonnen.
Die motorisierte ASW 24 E hatte ihren Erstflug im Februar 1988.

## Konstruktion
Die Schleicher ASW 24 ist ein Mitteldecker in FKV-Bauweise mit einziehbarem Fahrwerk und Wasserballasttanks in den Flügeln. Sie entspricht den Vorgaben der FAI-Standardklasse. Der Rumpf wurde mit Erkenntnissen der Hochschulen in Braunschweig und Delft vollständig neu entwickelt. Es wurde besonderes Augenmerk auf die Entwicklung eines Sicherheitscockpits gelegt, das bei einem Unfall den größten Teil der Energie absorbiert. Hierfür erhielt Gerhard Waibel 1993 den begehrten OSTIV-Preis. Der Zugewinn an mechanischer Festigkeit wurde unter anderem durch einen hochgezogenen Haubenrahmen erkauft, der allerdings die Sicht nach außen begrenzt und von Piloten kritisiert wird. Die Flügel wurden in Zusammenarbeit mit den Hochschulen Delft und Eindhoven konstruiert. Sie sind mit auf der Oberseite ausfahrenden Bremsklappen ausgestattet. Das T-Leitwerk besteht aus dem gedämpften Höhenleitwerk mit Federtrimmung und dem Seitenleitwerk. Wahlweise sind ein Schleifsporn oder ein Spornrad erhältlich.

## Technische Daten
| Kenngröße              | ASW 24 / ASW 24 B | ASW 24 E                          | ASW 24 Top                        |
| ---------------------- | ----------------- | --------------------------------- | --------------------------------- |
| Flugzeugklasse         | Segelflugzeug     | Motorsegler                       | Motorsegler                       |
| Herstellungszeitraum   | 1987–2000         | 1988–1993                         | 1991–1993                         |
| Stückzahl              | 249               | 54                                | 8                                 |
| Spannweite             | 15 m              | 15 m                              | 15 m                              |
| Flügelfläche           | 10,0 m²           | 10,0 m²                           | 10,0 m²                           |
| Flügelstreckung        | 22,5              | 22,5                              | 22,5                              |
| Flügelprofil           | DU84-158          | DU84-158                          | DU84-158                          |
| Leitwerkshöhe          | 1,2 m             | 1,2 m                             | 1,2 m                             |
| Gleitzahl              | 44                | 44                                | 44                                |
| Geringstes Sinken      | 0,57 m/s          | 0,66 m/s                          | 0,66 m/s                          |
| Leermasse              | 230 kg            | 275 kg                            | 275 kg                            |
| max. Wasserballast     | 155 l             | 155 l (bei ausgebautem Triebwerk) | 155 l (bei ausgebautem Triebwerk) |
| max. Cockpitzuladung   | 115 kg            | 110 kg                            | 110 kg                            |
| max. Startmasse        | 500 kg            | 500 kg                            | 500 kg                            |
| max. Flächenbelastung  | 50 kg/m²          | 50 kg/m²                          | 50 kg/m²                          |
| Höchstgeschwindigkeit  | 280 km/h          | 280 km/h                          | 280 km/h                          |
| Manövergeschwindigkeit | 205 km/h          | 205 km/h                          | 205 km/h                          |
| Mindestgeschwindigkeit | 73 km/h           | 75 km/h                           | 75 km/h                           |
| Antriebssystem         |                   | Binder Motorenbau                 | Fischer + Entwicklungen           |
| Motor                  |                   | Rotax 275                         | König SC 430 F+E                  |
| Motor                  |                   | 1-Zyl.-2-Takt                     | 3-Zylinder-2-Takt                 |
| Leistung               |                   | 17,6 kW (24 PS)                   | 17,6 kW (24 PS)                   |
| Hubraum                |                   | 269 cm³                           | 430 cm³                           |